# Itsunori Onodera
Itsunori Onodera (jap. 小野寺五典 Onodera Itsunori; ur. 5 maja 1960 w Kesennumie) – japoński polityk Partii Liberalno-Demokratycznej, deputowany do Izby Reprezentantów Parlamentu, od grudnia 2012 minister obrony.

## Kariera
W marcu 1983 Onodera ukończył studia na Tokyo University of Fisheries (obecnie, po połączeniu w 2003 z Tokyo University of Mercantile Marine, uczelnia nazywa się: Tokyo University of Marine Science and Technology) i rozpoczął pracę w urzędzie prefektury Miyagi, zajmując się problemami rybołówstwa.
W 1990 zakończył pracę w urzędzie prefekturalnym i kontynuował naukę w Matsushita Institute of Government and Management (w ostatniej klasie), a następnie w marcu 1993 dokończył studia w Graduate Schools for Law and Politics, University of Tokyo.
W latach 1994–1998 był zarówno etatowym, jak i gościnnym, wykładowcą w Tohoku Fukushi University w Sendai.
W grudniu 1997 został wybrany do Izby Reprezentantów z okręgu nr 6 prefektury Miyagi. Zrezygnował jednak w 2000 roku, udając się za granicę.
W 1999 został zastępcą dyrektora Wydziału Rybołówstwa w strukturze swojej Partii Liberalno-Demokratycznej.
We wrześniu 2000 wyjechał do Stanów Zjednoczonych na Uniwersytet Johnsa Hopkinsa jako badacz w dziedzinie stosunków międzynarodowych.
W kwietniu 2001 został dyrektorem szkoły zawodowej dla pracowników socjalnych Masuko Gakuen.
W październiku 2002 ponownie został wykładowcą na Uniwersytecie Tohoku Fukushi w Sendai na stanowisku profesora.
W listopadzie 2003 ponownie został wybrany do Izby Reprezentantów, był m.in. członkiem Komisji Spraw Zagranicznych. Jednocześnie był zastępcą dyrektora Wydziału Spraw Zagranicznych PLD.
We wrześniu 2005 został po raz trzeci wybrany do parlamentu. W listopadzie tego samego roku został szefem Komisji Spraw Zagranicznych Izby Reprezentantów. Pełnił także obowiązki szefa Wydziału Spraw Zagranicznych PLD.
W sierpniu 2007 został wiceministrem spraw zagranicznych, a 26 grudnia 2012 został mianowany ministrem obrony przez premiera Shinzō Abe.

## Życie prywatne
Jest żonaty, ma dwóch synów.
Hobby: tenis, narty